# Stagnicola elrodiana
Stagnicola elrodiana är en snäckart som beskrevs av F. C. Baker 1935. Stagnicola elrodiana ingår i släktet Stagnicola och familjen dammsnäckor. Inga underarter finns listade i Catalogue of Life.